# Hermochares
Hermochares is een persoon uit de Griekse mythologie. Hij beminde Ktesylla. Zij stierf echter, toen zij haar gade een zoon baarde. Uit de doodkist, waarin zij ten grave werd gebracht, vloog een duif ten hemel op. Haar lijk was verdwenen. Het orakel van Delphi verklaarde, dat Aphrodite haar tot zich had genomen en dat ter herinnering daaraan een tempel moest gebouwd worden voor Aphrodite Ktesylla. Die tempel stond te Iulis op het eiland Keos, waar Hermochares en Ktesylla hadden geleefd.

## Referentie
- T.T. Kroon, art. Hermochares, in T.T. Kroon, Mythologisch Woordenboek, 's Gravenshage, 1875.